# Đoàn Mạnh Phương
Đoàn Mạnh Phương  là một nhà thơ, nhà báo, hội viên Hội Nhà văn Việt Nam. Hiện tại ông là Tổng Biên tập Tạp chí Việt Nam Hội nhập, Phó Viện trưởng Viện Chính sách, Pháp luật và Quản lý - Liên hiệp các Hội Khoa học và kỹ thuật Việt Nam, Ủy viên Ban Chấp hành Trung ương Hội Truyền thông Số Việt Nam. Ông từng tham gia: Là Phó Chủ tịch Trung ương Hội Kinh tế Môi trường Việt Nam; Ủy viên Thường vụ Liên hiệp các Hội Khoa học và Kỹ thuật Thủ đô.
Đoàn Mạnh Phương là Tiến sĩ danh dự của Viện Hàn Lâm Khoa học Sáng tạo Thế giới (WCSA) và Trường Đại học  WRU với vai trò là Tổng chủ biên bộ công trình xuất bản Huyền thoại Việt Nam.

## Tiểu sử và quá trình hoạt động
Đoàn Mạnh Phương sinh năm 1964, Quê Nội: Nam Định; Quê ngoại: Phú Thọ
Đoàn Mạnh Phương tốt nghiệp khóa đầu tiên của Khoa Báo chí truyền thông Trường Đại học Khoa học Xã Hội và Nhân văn, Đại học Quốc gia Hà Nội.
Ông tham gia hoạt động văn học và hoạt động báo chí chuyên nghiệp từ năm 1989 trước khi trở thành người lãnh đạo cơ quan báo chí trên cương vị Tổng biên tập.
Năm 2014, ông được Viện Hàn lâm Khoa học và Sáng tạo Thế giới và Trường Đại học WRU trao Bằng Tiến sĩ danh dự cho bộ công trình xuất bản Huyền thoại Việt Nam. Cũng năm thì ông đã được Viện Hàn Lâm Khoa học Sáng tạo Thế giới (WCSA) trao tặng Bằng chứng nhận và Đĩa vàng Trí tuệ sáng tạo dành cho những nhà hoạt động xã hội nhân văn tiêu biểu của các nước Châu Á - Thái Bình Dương.
Từ năm 2013-2016, ông là Tổng biên tập Tạp chí Trí thức và Phát triển.

## Tác phẩm
Một trong những sáng tác thơ của ông là bài thơ Cổng làng (sáng tác năm 1996), được lựa chọn in trong tuyển tập "100 Bài thơ hay thế kỉ XX" do Nhà xuất bản Hội Nhà văn Việt Nam ấn hành.
Bài thơ Cổng Làng của ông đã được nhiều nhạc sĩ phổ nhạc, trong đó có ca khúc cùng tên Cổng làng  của nhạc sĩ Khánh Vinh.
Bài thơ Đêm Hà Nội của ông là bài thơ hay viết về Hà Nội được các nhạc sĩ Xuân Hồng phổ nhạc và được nhạc sĩ An Thuyên phổ nhạc thành ca khúc "Hà Nội Đêm được nhiều người yêu thích qua giọng hát của ca sĩ Quang Linh và ca sĩ Cẩm Vân, Đức Chính, Xuân Hảo.
Tác phẩm thơ đã xuất bản (gồm 4 tập thơ):
- "Mắt đêm" (1996);
- "Câu thơ mặt người" (1999);
- "Ngày rất dài" (2007);
- "Mưa Ký ức" (2021).

Một số bài thơ của Đoàn Mạnh Phương được tuyển chọn và in trong các tuyển tập thơ Việt Nam như:
+ Thi ca Việt Nam thế kỉ XX;
+ Nhà văn Việt Nam hiện đại (Nhà xuất bản Hội Nhà văn 2010);
+ Các tác giả văn chương Việt Nam (Nhà xuất bản Hồng Đức 2015);
+ Thơ hay Việt Nam thế kỉ XX (Nhà xuất bản Văn hóa Thông tin 2005);
+ Thơ tình Việt Nam và Thế giới (Nhà xuất bản Văn hóa Thông tin 2005);
+ Thơ Việt Nam tìm tòi và cách tân (Nhà xuất bản Hội nhà văn 2009);
+ Nghìn câu thơ tài hoa Việt Nam (Nhà xuất bản Văn hóa Thông tin 2000).
+ Tuyển tập Khoảng lặng giữa trang văn (Chân dung 234 nhà văn Việt Nam đương đại - Nhà xuất bản Hội Nhà văn 2018).
Ngoài ra, ông còn có thơ dịch in trên các báo tạp chí của Nga, Hàn Quốc, Nhật Bản.
Đồng thời ông còn là tác giả có tác phẩm được lựa chọn giới thiệu trong những ấn phẩm:
+ Từ điển Who’s who in the World của Viện ABI Mỹ
+ Tác giả Việt Nam - Vietnamese Authors (do Nhà xuất bản Song Văn in tại Mỹ tháng 6/2005 và Nhà xuất bản Nhân ảnh in tại Ca-na-đa tháng 5/2006).
+ Tác giả tác phẩm tuyển chọn trong chương trình Đến với bài thơ hay phát sóng trên VTV1, VTV3, VTV4 Đài Truyền hình Việt Nam và Đài Truyền hình Hà Nội.
+ Được giới thiệu chân dung tác giả tác phẩm trên tạp chí văn học đa ngôn ngữ ARCHER - ấn bản tại Ba Lan và Bangladesh tháng 5/2021 và trên Tạp chí văn học NEUMA của Romania tháng 8/2021.

## Giải thưởng
- Giải thưởng văn học nghệ thuật năm 2007 của Ủy ban toàn quốc các hội liên hiệp văn học nghệ thuật Việt Nam dành cho tập thơ "Ngày rất dài";
- Giải nhì Giải thưởng cuộc thi Thơ của Tuần báo Văn nghệ Hội Nhà văn Việt Nam năm 2010;
- Giải nhì cuộc thi thơ của Tạp chí Văn nghệ Quân đội năm 2009;
- Giải thưởng thơ Tạp chí Sông Hương 1996;
- Giải nhì Giải thưởng văn học tuổi xanh 1993;
- Giải nhất Giải thưởng văn học tuổi xanh 1994;
- Trí thức trẻ Thủ đô tiêu biểu 1000 năm Thăng Long – Hà Nội năm 2010.
- Trí thức tiêu biểu Việt Nam trên mặt trận kinh tế, văn hóa, xã hội 2012 do Hội trí thức khoa học và công nghệ trẻ Việt Nam tổ chức  Lưu trữ ngày 10 tháng 8 năm 2014 tại Wayback Machine.

## Đánh giá về Bộ công trình xuất bảnHuyền thoại Việt Nam
Với Bộ công trình xuất bản Huyền thoại Việt Nam - Công trình được vinh danh bằng Tiến sĩ danh dự của Đoàn Mạnh Phương nhận được một số đánh giá, nhận xét tích cực:
- Chủ tịch nước Trương Tấn Sang đánh giá: Bộ công trình xuất bản Huyền thoại Việt Nam là một công trình xuất bản kỳ công, không chỉ có giá trị về mặt văn hóa, lịch sử truyền thống sâu sắc mà còn có giá trị thực tiễn, là kho tàng lịch sử của dân tộc Việt Nam. Tên mỗi pho sách gắn liền với những địa danh đã đi vào lịch sử oanh liệt của đất nước luôn gợi nhắc chúng ta về ý chí sắt đá, tinh thần quật khởi kiên cường, đoàn kết một lòng, đấu tranh anh dũng của quân và dân ta.
- Ủy viên Bộ Chính trị BCH TƯ Đảng, Chủ tịch Ủy ban TƯ Mặt trận Tổ quốc Việt Nam Nguyễn Thiện Nhân đã phát biểu: Đây là Bộ công trình xuất bản ắp đầy trí tuệ và tâm huyết của tác giả. Nó có giá trị lan tỏa sâu rộng trong cộng đồng, và tôi tin tưởng rằng Bộ công trình xuất bản này với ý nghĩa cao quý của mình sẽ nhận được những tấm lòng và tình cảm trân trọng, nể phục của đồng bào đồng chí trong cả nước.
- Tiến sĩ Lê Doãn Hợp - Nguyên Ủy viên Ban chấp hành Trung ương Đảng, nguyên Bộ trưởng Bộ Thông tin Truyền thông đánh giá: từ những đúc kết sâu sắc của mình, qua thực tiễn soi rọi vào trường hợp cụ thể, vào công trình cụ thể, đã khẳng định: cái Tâm, cái Tài và cái Tầm rất đáng trân trọng của tân Tiến sĩ; tin tưởng rằng Tiến sĩ Đoàn Mạnh Phương nhất định sẽ tiếp tục có nhiều cống hiến xuất sắc hơn nữa cho cộng đồng và cho đất nước.

## Gia đình
Đoàn Mạnh Phương là con út trong một gia đình cán bộ viên chức. Cha của ông nguyên là chiến sĩ vệ quốc đoàn và mẹ của ông xuất thân trong một gia đình nho giáo ở tỉnh Phú Thọ.